# Riccardo Fedel
(Marcello Flores - Mimmo Franzinelli, Storia della Resistenza, Laterza, Bari, 2019, p. 459)
Riccardo Fedel (Gorizia, 23 agosto 1906 – Romagna, 12 giugno 1944 – data presunta) è stato un partigiano italiano, noto col nome di battaglia di Libero Riccardi (Comandante Libero), fondatore della Repubblica partigiana del Corniolo, la prima esperienza di Repubblica partigiana nell'Italia del nord.
Fu confinato politico, antifascista, sottufficiale del Regio Esercito e, dall'8 settembre 1943, partigiano. Venne sorvegliato ininterrottamente come "comunista pericoloso" per vent'anni, dal 1924 al 1943, anno nel quale, dall'inizio di dicembre, divenne comandante della Brigata Garibaldi Romagnola, alla cui guida rimase sino all'aprile del 1944. Nel febbraio dello stesso anno (o forse già sul finire del 1943), fondò la repubblica partigiana del Dipartimento del Corniolo. Fu ucciso in Romagna nella tarda primavera del 1944 da altri partigiani in circostanze e per motivazioni mai del tutto chiarite. Il suo corpo non fu mai ritrovato.

## Biografia

### 1906-1919: Infanzia

Riccardo Fedel con la sorella Anna, ritratti da bambini

Riccardo Giovanni Battista Fedel nacque a Gorizia (in terre all'epoca austriache) il 23 agosto 1906 da una famiglia di origini alto-borghesi. La madre era Augusta Bedolo, figlia di un patriota veneziano, Giovanni Battista Bedolo, e di Clorinda Bousquet, figlia di armatori italo-francesi. Il fratello della madre Augusta, Carlo Bedolo, si laureò in ingegneria mineraria ed emigrò in Sud America (con alterne fortune). Augusta, paraparetica, a causa probabilmente di una caduta da cavallo in età infantile, sposò Biagio Fedel, istriano, commerciante di vino, dal quale ebbe due figli: Riccardo e, nel 1908, Anna. Nel 1912, Biagio cercò di raggiungere il cognato Carlo in Sud America, ma morì nel viaggio verso Buenos Aires. Riccardo rimase quindi orfano di padre a 6 anni e le condizioni economiche della sua famiglia peggiorarono progressivamente. Nel 1913, la famiglia di Riccardo Fedel, composta ora dalla nonna materna, Clorinda Bousquet, dalla madre Augusta e dalla sorella minore Anna (di 4 anni), vendette tutte le proprietà in Istria e si trasferì da Gorizia a Milano.
Nel 1915, all'entrata dell'Italia in Guerra contro l'Austria, i Fedel ottennero lo status di rifugiati, essendo cittadini di etnia italiana dell'Impero austro-ungarico, e si trattennero a Milano fino al 1920.

### 1920-1926: Adolescenza
Nel frattempo Riccardo, dopo aver conseguito la licenza elementare a Milano, frequentò l'istituto tecnico in un collegio maschile di Tortona. Nel gennaio del 1920, probabilmente avendo ormai esaurito le residue sostanze patrimoniali, i Fedel si trasferirono a Mestre (ai Quattro Cantoni), presso la villa del Conte Gustavo Soranzo, prozio acquisito di Riccardo, in quanto marito della sorella della nonna Bousquet. Sino al 1922 Riccardo frequentò Mestre solo durante le vacanze scolastiche. Fu in uno di questi periodi di vacanza, alla fine del 1920, che Riccardo, ancora tredicenne, si iscrisse ai Fasci italiani di combattimento di Mestre cui rimase iscritto fino al 1923 quando, a 17 anni, mutò radicalmente idee politiche diventando comunista. Fu proprio nel 1923 che si arruolò volontario nel Regio Esercito. Frequentò la scuola allievi sottufficiali a Modena e diventò Sergente, prestando inizialmente servizio nel 71° Reggimento Fanteria a Venezia e poi, dal maggio 1925, al 28° Reggimento Fanteria di Ravenna, ove fu trasferito per ragioni disciplinari. A Ravenna entrò in contatto con gli ambienti antifascisti locali, ma cadde anche vittima di una macchinazione ordita dal suo ufficiale superiore, che si rivelò essere un agente provocatore fascista. La vicenda, piuttosto complicata e ambigua, si concluse con il rimpatrio di Riccardo Fedel a Mestre sotto scorta quale "pericoloso sovversivo".

#### Prima condanna al confino politico

Riccardo Fedel nella foto segnaletica del Casellario Politico Centrale, Venezia 1926

Rimpatriato da Ravenna a Mestre con una scorta (4 dicembre del ‘25), fu accusato (forse su segnalazione della sorella) per complicità nell'attentato di Tito Zaniboni a Mussolini e arrestato con l'accusa strumentale di porto abusivo d'arma (un vecchio fucile austriaco che gli venne trovato nascosto in casa). Il 22 dicembre 1926 la commissione provinciale lo condannò condannò a tre anni, destinandolo a Pantelleria. Restò a Pantelleria dal 22 novembre 1926 al 16 marzo 1927 e poi fu trasferito a Ustica fino al 9 ottobre 1927, data nella quale fu liberato per disposizione di Benito Mussolini a fronte della promessa (poi non esattamente mantenuta) di testimoniare contro Bordiga ed altri accusati di aver ricostituito il disciolto Partito comunista.

### 1927-1936: Giovinezza

#### Libertà condizionale dal primo confino politico
Rimpatriato in Veneto, dove risiedeva la famiglia, in attesa che rendesse la sua testimonianza al processo di Palermo contro Bordiga, avrebbe dovuto collaborare con la Milizia per la Sicurezza Nazionale di Mestre, ma invece si recò a Pordenone dove, nel marzo del 1928, riuscì a far stampare e distribuire dei manifesti di sostegno allo sciopero degli operai tessili. Scoperto e segnalato come pericolosissimo agente provocatore comunista, il questore di Venezia informò immediatamente la prefettura, che il giorno stesso, inviò una lettera al ministero dell'Interno dove si consigliava di fare arrestare immediatamente  "il noto sovversivo squilibrato" per inviarlo al confino. Il 10 aprile 1928 Riccardo Fedel venne quindi arrestato e il 19 maggio venne nuovamente assegnato al confino per altri tre anni, sempre dalla commissione provinciale di Venezia, che lo destinò in Lucania e precisamente a Viggiano.
La manovra di cui si è detto, per la sua dose di ambiguità, fu all'origine dell'inserimento del suo nome nelle liste provvisorie dei collaboratori dell'OVRA. Liste dalle quali, su ricorso della madre, fu definitivamente cancellato con decisione pubblicata sulla Gazzetta Ufficiale del 5 marzo 1948 con la motivazione secondo cui: "certo è che da tutti gli atti non risulta esser stato il Fedel assunto a confidente dell'OVRA". Nonostante questa pronuncia pienamente "assolutoria" della commissione per l'esame dei ricorsi dei confidenti dell'OVRA, alcuni autori hanno interpretato l'azione di Riccardo Fedel non come quella di un comunista che tentava di infiltrarsi nella MVSN ma come quella di un informatore fascista che aveva violato il divieto di organizzare provocazioni. In ogni caso, per Riccardo Fedel, l'effetto fu una seconda condanna al confino politico. Alcuni polemisti hanno sottolineato come la cancellazione dalle liste dei collaboratori dell'OVRA potrebbe essere avvenuta perché l'OVRA nel 1928 non era ancora stata fondata, avendo Riccardo Fedel in effetti offerto la propria collaborazione alla Polizia Politica e/o alla MVSN. L'argomento è in realtà privo di fondamento dato che, come evidenzia Franzinelli nella sua fondamentale opera sull'OVRA, l'espressione "confidenti dell'OVRA" fu interpretata estensivamente dalle varie Commissioni di epurazione, per ricomprendere i confidenti del regime fascista.

#### Seconda condanna al confino politico
Riccardo fu inviato a Viggiano in provincia di Potenza. Il 4 novembre 1928 Fedel è trasferito a Roccanova, dove, il 13 giugno 1929, si sposa per procura con la fidanzata Anita Piovesan  (figlia di un sindacalista anarchico di Mestre, autore dello Statuto del sindacato dei panificatori) che in breve lo raggiunge. Da Roccanova Fedel è nuovamente trasferito a Lagonegro, Anita, in attesa di un figlio ritorna a Mestre (gennaio 1930) e lui il mese successivo, dopo la nascita del primogenito Luciano,  tenta la fuga. Catturato il giono stesso a Sala Consilina, venne condannato a oltre 14 mesi di carcere, che scontò ad Avellino. Durante la sua detenzione, il figlio Luciano morì senza che lui riuscisse nemmeno a vederlo. Scarcerato, fu inviato alle Tremiti, per terminare la condanna al confino.Scarcerato, fu inviato alle Tremiti, per terminare la condanna al confino.

#### Sorveglianza politica
Il 9 ottobre 1931 giunse a Mestre dove iniziò una vita da sorvegliato politico. In un primo momento provò a fare il disegnatore, in casa propria, quindi, nell’ottobre del 1932, lui e la moglie si aggregarono alla compagnia drammatica Sorelle Cursi, dove Fedel esercitò i mestieri di attore, macchinista e pittore di scene e la moglie, probabilmente, la sarta per i vestiti di scena (in questo periodo risultano residenti a Reggio Emilia). Nel febbraio del 1933 i due cambiarono compagnia teatrale, passando alla Sereni-Malaspina, dove Riccardo Fedel venne assunto come amministratore. Spostatisi in Lunigiana, versano in condizioni economiche precarie e decidono quindi di trasferirsi a Milano, portando con loro il secondo figlio, Luciano Carlo, nato da pochi mesi (il primo, nato durante il confino lucano, di nome Luciano, era morto in tenera età). Qui, non riuscendo a trovare lavoro in quanto sorvegliato politico, Riccardo Fedel provò a cambiare identità, ma venne scoperto e la cosa gli costò altri sei mesi di carcere, per contraffazione, che scontò nel carcere di Brescia.
1935-1943: Maturità
Trovato lavoro a Milano come disegnatore (prima nello stabilimento tipografico De Pol, poi per la casa editrice Aracne) vi si stabilì con la famiglia, passando alcuni anni di relativa agiatezza economica (nel 1936 nasce Giorgio, il terzo figlio). Nel 1938 nasce, a Mogliano Veneto, il quarto figlio Bruno (il terzo in vita). Riccardo lascia quindi Milano ed esplora la possibilità di trasferirsi con la famiglia a Roma, da dove nel giugno del 1939, è costretto a rientrare per la mobilitazione conseguente allo scoppio della Guerra in Europa. Si stabilì quindi con la famiglia a Mogliano Veneto, dove si impiegò come disegnatore presso un geometra.

#### Attività di propaganda antifascista
Nel 1940, all'entrata in guerra dell'Italia, divenne animatore di un gruppo di propaganda antifascista operante, nelle fabbriche e nelle caserme, tra Mestre, Padova e Treviso. Pur sorvegliato, riuscì a esercitare la propria attività con abilità cospirativa, evitando l'arresto.

#### Guerra
Nel 1941 venne richiamato ancora sotto le armi (aveva conseguito il grado di sergente già nel 1924 durante il servizio di leva), ma rimase in Italia presso il distretto di Mestre potendo quindi continuare nell'attività di propaganda.
Nel 1942 partì per il Montenegro destinato al 120º Rgt. Fanteria della Divisione Emilia, lasciando a Mogliano Veneto la famiglia composta dalla moglie e dai tre figli maschi. A Castelnuovo, alle Bocche di Cattaro, conobbe Arrigo Boldrini (Bulow).

### 1943-1944: Resistenza
Dal il 13 gennaio 1943, Fedel risulta “in congedo speciale per motivi di famiglia”. Il 10 febbraio è ricoverato all’ospedale militare di Padova, per ulcera duodenale, poi in quello di Ancona, dal 16 febbraio. Quindi, a partire dal 17 marzo 1943, risulta in forze presso il deposito del 93° Rgt. fanteria a Fano. Il 27 marzo 1943 è collocato in congedo.
Tornato a Mogliano Veneto riprese contatto con i compagni di propaganda con i quali, dopo l'8 settembre 1943 si adoperò per aiutare i soldati italiani a sfuggire alla deportazione nei treni piombati.  Quindi, secondo la testimonianza dell’amico Erminio Dassié: "...  verso il 12 o 13 dello stesso mese, unitamente a mio fratello Giorgio (“ing. Carli”) raggiunse il Goriziano dove, in pericolose azioni dette prova di grande valore."
La "Battaglia di Gorizia" durò dall11 al 26 settembre, al termine della quale Fedel, assieme a Zita Chiap,  si trasferì in Romagna, a Ravenna probabilmente per cercare uno dei suoi vecchi contatti. Il gestore dell'osteria di via Zagrelli, Casadio (Luminé), che probabilmente aveva già frequentato in gioventù, lo mise in contatto con i comunisti ravennati, fra questi Boldrini, Ormai Bulow, che aveva conosciuto in Montenegro, durante il militare, che garantì per lui.

#### Il Gruppo Libero
La coppia è ospitata ad Alfonsine, a casa di Mario Verlicchi, anche lui da poco ritornato dalla Jugoslavia. Fedel (da questo momento: Libero) viene incaricato di preparare i volontari intenzionati a trasferirsi in montagna. Il 9 novembre, partì per la montagna sopra Faenza. Con llui partirono: Zita Chiap, Aldo e Bruno Centolani, Domenico Folicaldi e Rino Bendazzi, tutti di Alfonsine e Guiseppe Poggiali di Lugo. Si fermano nella zona di S. Eufemia-Purocielo. La settimana successiva, furono raggiunti da Luigi Pattuelli e dai fratelli Ivo ed Amos Calderoni. Loro compito è quello di cercare i piccoli gruppi di renitenti o di disertori, che si suppone possano ancora aggirarsi in quelle montagne e proporgli di aggregarsi alla resistenza. Il gruppo prese il nome di  "gruppo Libero".
In questo primo periodo Libero viene contattato da due ufficiali inglesi[1], che si presentano come Giovanni (John Frederick Boyce Combe) e Giuseppe (Edward Joseph Todhunter),  portavoce di un piccolo gruppo di ex prigionieri inglesi fuggiti dal campo di Vinciliata, subito dopo l’8 settembre e nascosti nella zona della Seghettina, sotto la protezione del priore dell’eremo di Camaldoli. Con loro continuerà a mantenere segretamente dei rapporti personali fino ai primi di marzo 1944.

#### La Brigata Garibaldi Romagnola
I partigiani già presenti in zona organizzati nelle basi di Cusercoli  (val di Chiara) e di Pieve di Rivoschio,  attaccati dai tedeschi, pur riuscendo a sfuggire ai rastrellamenti, sono in difficoltà e la situazione è destinata a peggiorare anche perché Salvatore Auria (Giulio), che ne è provvisoriamente al comando, chiede di essere sostituito. La necessità di individuare un nuovo comandante diventa urgente Antonio Carini (Orso) e Ilario Tabarri (Pietro Mauri), membri del Comitato militare romagnolo (organismo del partito comunista con l’obiettivo di coordinare l’attività militare, indipendentemente dalla partecipazione o meno di altre forze politiche, in tutta la Romagna) insistono con la federazione del partito comunista perché venga individuata la persona adatta, ma con poco successo. Verso la fine di novembre Umberto Macchia (Pini), ispettore per le federazioni del partito comunista di Forlì e Ravenna, prospetta loro la possibilità di utilizzare un nuovo arrivato "piovuto in Romagna dopo aver partecipato a combattimenti partigiani in Jugoslavia e nelle Venezie": Riccardo Fedel, per lui sembra garantire Boldrini (Bulow) che in precedenza lo ha conosciuto. Tabarri si incontra con Fedel a Forlì il 22 novembre 1943 e, stando a quanto narrato nel suo Rapporto redatto nel luglio del 1944, gli sarebbe stato subito chiaro che Libero, nonostante si dichiarasse tale, non fosse comunista; su tale "difetto" Tabarri sarebbe stato disposto a sorvolare, dal momento che l’uomo che gli stava di fronte sembrava avere “una chiara comprensione di tutti i problemi e di avere una buona visione generale del problema partigiano.”. Nel suo lavoro avrebbe dovuto essere aiutato da Salvatore Auria (Giulio) che, volentieri, sempre stando al racconto di Tabarri, gli avrebbe lasciato il comando e che lo avrebbe affiancato come commissario politico della formazione partigiana. 
Di sicuro v'è che Libero ricevette l'ordine dal Comitato militare romagnolo del PCI di trasferirsi nell'Appennino forlivese, a ovest di Galeata il (28 novembre 1943), per organizzare, in veste di comandante, la costituenda Brigata Garibaldi Romagnola, congiungendosi con il gruppo partigiano (detto "gruppo Salvatore" nei documenti coevi) comandato da Giulio. Risulta quindi che Libero prese ufficialmente il comando dei partigiani romagnoli il 1° dicembre 1943, a Pian del Grado.
Al 20 dicembre 1943 gli uomini in brigata sono già un’ottantina, fra cui una ventina di russi e diversi "slavi". Vengono divisi in tre gruppi di combattimento che, per il momento, restano, più o meno, nella stessa zona. Attorno a questa data Antonio Carini (Orso) salì in montagna e rimase nella formazione fino all'11 febbraio. Secondo quanto racconta Tabarri Libero "… faceva un po’ tutto. Tanto che lui ha avuto veramente l’impressione e forse lo avrà oltre creduto di essere il vero capo in tutto, di poter disporre a suo talento sul da fare e disfare", ma grazie all'Intervento di Orsi [così Tabarri chiama Antonio Carini], "è stato ricondotto ad accettare la linea direttrice del Partito e del Fronte Nazionale e che accanto a difetti innegabili ha anche delle qualità per cui è possibile utilizzarlo. Ma bisogna inviargli un buon commissario.".
Sempre secondo il rapporto Tabarri, sembra che Libero, contravvenendo agli ordini ricevuti e all'insaputa di Orsi (sic), cercasse di dare alla Brigata una struttura fatta di reparti regolari o comunque molto numerosi, che contava di poter armare grazie a degli aviolanci concordati con i generali britannici da lui conosciuti in precedenza  (aviolanci che furono effettivamente effettuati ai primi di aprile del '44, proprio all'inizio del grande rastrellamento che colpì la formazione).
La Repubblica del Corniolo, i generali inglesi e la uccisione di Orso (15 febbraio 1944-13 marzo 1944)
Il 15 febbraio la brigata raggiunse Corniolo e vi si insediò. Il 17 si tenne un incontro, molto partecipato, con la popolazione, dove venne ribadito quanto era stato esposto nel manifesto diffuso in precedenza e nel corso del quale i contribuenti furono invitati a non pagare più le tasse al governo fascista, ma a versarle ai partigiani. 
Sempre in quel periodo venne diffuso un manifesto, firmato da Libero, rivolto ai contadini della zona di Santa Sofia, dove venivano resi noti i rapporti (soprattutto economici) che da quel momento i partigiani avrebbero dovuto tenere con la popolazione.
Avendo assunto il controllo dell'ufficio postale, Libero avrebbe deciso anche di inviare ai giovani di leva cartoline precetto personali, per le classi 1923-24-25 in contrapposizione a quelli della Repubblica Sociale Italiana", per costringerli ad unirsi alla brigata partigiana.
In quel periodo, Libero entrò in contatto con i generali britannici  Combe e  Todhunter, con i quali concordò un piano d'azione che avrebbe dovuto garantire aviolanci ai partigiani e un coordinamento della Brigata con gli Alleati. 
Ai primi di marzo del 1944 Orso si recò in pianura, probabilmente per informare il comando generale degli accordi raggiunti, ma il 9 marzo venne sorpreso al guado dell'Arbata sul Bidente, presso Meldola, da militi della Legione "M" Guardia del Duce, guidata da Giacinto Magnati che lo portarono a Rocca della Caminate, lo torturarono inutilmente per giorni, per poi trucidarlo il 13 marzo 1944, abbandonane il corpo sfigurato sul fiume Bidente.
A fine marzo, i generali inglesi vengono aiutati a fuggire e ritornare in Patria. I primi lanci concordati con Libero e Orso vennero effettivamente effettuati nell'aprile successivo, subito prima dei grandi rastrellamenti che poi sbandarono la formazione.
Libero perde il comando
Già prima della cattura e della morte di Antonio Carini pare che all'ispettore per le federazioni del Partito comunista di Forlì e di Ravenna, Umberto Macchia (Pini), fosse già pervenuto l’ordine di provvedere a sostituire Libero con Pietro, fino a quel momento responsabile dei Gap. Stando al suo "rapporto generale", Pietro avrebbe voluto partire subito per la montagna, ma sarebbe stato costretto a restare in pianura per passare le consegne a Primo Della Cava (Renzo), che avrebbe dovuto sostituirlo all’interno del Comando militare e a Luciano Caselli (Berto), che lo avrebbe dovuto sostituire al comando dei Gap.
Pietro raggiunse infine la Brigata il 22 marzo 1944 per comunicare a Libero, già informato del suo arrivo, che lo avrebbe sostituito come comandante della Formazione, su ordine del Comando Centrale delle Brigate Garibaldi. 
Deciso il trasferimento della Brigata in un'altra località, il 27 marzo 1944 venne deciso di dividere la Formazione (circa 900 uomini) in tre Brigate (Gruppo Brigate Romagna), il cui comando sarebbe stato assegnato a  Pietro, con Libero Capo di stato maggiore. Al comando di ognuna delle tre brigate Pietro accettò di mettere gli uomini già individuati da Libero  (Tino, Villi e Falco) e vennero avviati i movimenti per raggiungere la zona del Monte Fumaiolo. Lo scontro fra i due però fu sulla tattica da seguire: secondo Tabarri, Libero avrebbe voluto partire con tutta la colonna di novecento uomini (di cui la metà disarmati) attaccando tutti i presidi e le caserme nella zona compresa fra Pesaro, Ancona e Perugia per recuperare armi, equipaggiamento e vettovaglie, evitando gli scontri con i tedeschi per non essere soverchiati; Pietro, invece, in considerazione dello scarso armamento e della precaria condizione di molti uomini, impossibilitati a camminare in mezzo alla neve (all'epoca a Strabatenza pare ve ne fosse più di un metro), propendeva invece per obiettivi più modesti: lo spostamento di due brigate verso la nuova zona, con la terza da tenere a presidio del campo di lancio predisposto per i lanci di armi concordati con gli Alleati. Pietro si impose e, il 28 marzo 1944, la prima brigata, la meglio armata, comandata da  Alberto Bardi (Falco) partì diretta ad est del Monte Fumaiolo, con l'obiettivo di contattare i gruppi partigiani stanziati nelle Marche, secondo quanto previsto dal piano definito da Libero con i generali inglesi. Il giorno successivo, diretti alle Balze, partirono la seconda brigata (al comando di  Antonio Corzani (Tino) ed la Compagnia Comando. La terza (al comando di Villi) ancora in formazione resta nella zona di S. Paolo in Alpe, dove è il campo di lancio.

#### Aprile e maggio 1944

##### Il rastrellamento
La mattina del 30 marzo il Comando del Gruppo si ferma ad Alfero per una sosta temporanea. La sera, su richiesta di Libero, si tiene una riunione relativa ad un suo presunto storno di fondi destinati alla brigata. Lo scontro diventa violento e si conclude con le dimissioni di Libero, che chiede di essere inviato in pianura per entrare a far parte dei Gap. Pietro, in alternativa, gli propone di recarsi in Toscana, per contattare ed organizzare alcuni gruppi di partigiani che hanno espresso l’intenzione di volersi collegare con la brigata romagnola. Libero accetta, gli viene consegnato del denaro e il mattino dopo, parte. Invece di dirigesi verso la Toscana, però, Libero passa da Spinello, probabilmente nel tentativo di intercettare Zita, partita da Strabatenza, su richiesta di Pietro, il 27 marzo. Da Spinello si porta a Corniolo, dove la incontra e dove viene a sapere di un lancio di materiale (5 aprile 1944). Va quindi a San Paolo in Alpe, al campo di lancio, dove si fa consegnare il denaro inviato dagli alleati. Ne trattiene una parte e l’altra la invia a Pietro, per mezzo di una staffetta, Adelmo Lotti (Boris). È il 6 aprile, quella stessa mattina, alcuni gruppi partigiani si erano già scontrati con reparti di fascisti che provenivano da Le Ville di Monte Coronaro, lungo la strada per le Balze. Altri sono in arrivo da Badia Tedalda ed altri ancora da Casteldelci. È l’inizio del grande rastrellamento, che nel giro di una ventina di giorni portò alla pressoché totale distruzione della brigata.
All'arrivo della staffetta inviata da Libero Tabarri inviò un gruppo di partigiani, al comando di Paolo, per recuperare il denaro ed esortare Libero a ritornare alla base per incontrarsi con lui. Libero contestò di essersi appropriato del denaro illecitamente, ma per evitare discussioni lo consegnò a Paolo, rifiutandosi però di presentarsi da Tabarri e si diresse verso la pianura..
La vicenda, come narrata da Tabarri e Marconi, aveva già sollevato le perplessità dei commentatori. Scrive in proposito Dino Mengozzi, quale curatore del memoriale di Marconi: "Boris [alias Adelmo Lotti, la staffetta] venne poi inviato da questi [Libero] alle Balze con una lettera per il Comando delle brigate e mezzo milione di lire. Il documento vergato da Libero giustificava tale spartizione del denaro per via della resistenza sul versante toscano, settore a cui era stato destinato dallo stesso Tabarri, come sappiamo. Dunque, Libero non aveva nascosto nulla. È quindi difficile comprendere l'amplificazione in negativo della sua condotta che viene fatta da Marconi nel testo e, non diversamente, da Tabarri nel suo Rapporto generale".

##### La "partenza" di Libero
A rastrellamento esaurito e dopo la riorganizzazione delle forze partigiane avvenuta fra il maggio e il giugno del '44, Tabarri inviò in pianura (il 7 luglio 1944) un "rapporto generale", nel quale egli mosse a Libero gravi accuse.
Libero, probabilmente, rimase nella zona di Corniolo fino al 13 aprile, la relazione sull’andamento del rastrellamento, da lui scritta nei giorni immediatamente successivi, non va oltre questa data. Attorno al 20 di aprile la sua presenza è segnalata nella zona di Castiglione di Ravenna da Angelo Giovannetti. Libero e Zita sono trattenuti a casa di Alfredo Raffuzzi. Non ci sono ancora ordini in proposito e nonostante si sospetti che la loro posizione non sia del tutto in regola non si sa bene come comportarsi nei loro confronti.
In quegli stessi giorni, probabilmente il 21 aprile, un "comitato di partito" interno alla Brigata, formato da Pietro (Ilario Tabarri), Savio (Luigi Fuschini), Paolo (Guglielmo Marconi), Lino (Oddino Montanari) e Jader (Jader Miserocchi) decise di chiedere al Comando centrale di pianura di autorizzare la condanna a morte di Libero. Savio venne inviato in pianura per riferire al comando delle difficoltà in cui versava la Brigata e dei motivi e delle circostanze che avevano portato alla fuga di Libero.
L'ordine di sopprimerlo "per alto tradimento"  ratificato da Pini, arriverà troppo tardi. Non essendoci motivi validi per trattenerli Libero e Zita nel frattempo se ne sono già andati da Castiglione di Ravenna e sono già in Veneto.
Boldrini registra nel suo Diario di Bulow in data 27 aprile 1944: "(...) Intanto Savio ci raggiunge. Dalla sua informazione risulta che si sono costituite, alla fine di marzo, tre brigate (...). Non è stato facile sostituire Libero che comandava con metodi autoritari. Il comando del gruppo brigate romagnole è stato assunto da Pietro (...) capo di stato maggiore Libero (...). Dalle notizie che ci fornisce Savio, sembra che Libero abbia in passato trattato col nemico per una tregua concordata e che sia scappato prelevando alcuni fondi. Rimaniamo costernati. È il primo caso di un così alto tradimento!".
Libero passò a casa un paio di giorni, quindi, assieme a Zita, in treno, partì per Montagnana, dove restò una decina di giorni, ospite dell'amico Nello Bisson. A Montagnana, oltre a Bisson ritrova anche altri antifascisti, alcuni già conosciuti prima dell’8 settembre e li invita in Romagna per unirsi a lui. Oltre alla volontà di ritornare in Romagna, agli amici di Montagnana sembra anche abbia manifestato l'idea di volersi recare a Milano, presso il Comando Generale delle Brigate Garibaldi.
Dei due, in Romagna, si ha nuovamente notizia l'11 maggio 1944, ne parla Bulow nel suo memoriale redatto nel 1985: “11 maggio 1944 - Rapido incontro a Porto Corsini con i responsabili dei comitati di settore; poi raggiungo casa Spada d’oro per discutere di Zita  (la compagna che convive con Libero) e del comportamento di Libero. Apprendiamo dai compagni di taglio Corelli, con i quali abbiamo un rapido contatto, che Libero è transitato in bicicletta per raggiungere il Ferrarese o il Veneto. Con Radames [Luigi Bonetti] ci rechiamo nuovamente dalla famiglia Antonio Pini, una di quelle basi sicure che non vorremmo venisse compromessa dalla presenza di Zita che si è rifugiata presso di loro. Dopo lunga e animata discussione, convinciamo Zita a mettersi in contatto con Libero per un suo ritorno al comando dell'8ª Brigata. Speriamo che le cose procedano come abbiamo deciso. Attraverso i nostri canali avvisiamo i compagni del Forlivese di quanto è accaduto e dell'esito della nostra missione.".

#### La morte
In ogni caso, è certo che l'epilogo della vicenda sia stata la uccisione di Libero da parte degli stessi partigiani, anche se le fonti sono poco chiare circa le modalità con cui si arrivò a questo esito.
Secondo la ricostruzione effettuata attraverso testimonianze orali dalla ricerca dello storico Graziani, Libero sarebbe stato ucciso con una sventagliata di mitra ai primi di giugno del 1944. Tuttavia, rimasto ignoto il luogo dell'uccisione, il suo corpo non fu mai ritrovato e Riccardo Fedel fu ufficialmente dato per disperso, come militare. 
Nel 1945, dopo la Liberazione, Bulow affermò in una lettera alla famiglia di Riccardo Fedel di non avere più avuto notizie sulla sua sorte dopo la primavera del '44, riconfermando i suoi sentimenti di amicizia verso Libero, e confermando quindi, indirettamente, che della morte o condanna di Libero nulla sapeva. Fu solo nel dopoguerra che Ilario Tabarri comunicò alla famiglia di Riccardo Fedel (in via privata) l'esistenza di una sentenza di morte emessa nei suoi confronti per diserzione e disobbedienza.

Nel 2008, la figlia di Tabarri, Bruna, ha reso noto come, dalle carte del padre in suo possesso, risultasse come data di morte di Libero il 12 giugno 1944. Tale data è riporta su un documento che nell'estate 1944 Sergio Flamigni, in qualità di commissario politico della 29ª Brigata GAP "Gastone Sozzi", avrebbe inviato al Comando dell'8.a Brigata e al Comando generale delle brigate Garibaldi, riportante le seguenti parole: "La sentenza di morte emessa il 22 aprile 1944 dal tribunale militare dell'8ª Brigata Garibaldi Romagna contro l'ex comandante Libero Riccardi è stata eseguita dal 2º Distaccamento della 29ª Gap in data 12 giugno 1944".
Sull'autenticità del documento sono stati sollevati non pochi dubbi. Resta, in ogni caso, che nel Rapporto Tabarri -inviato in pianura il 7 luglio 1944- di tale sentenza non si fa alcuna menzione, pur essendo la questione "Libero" il principale argomento del Rapporto.

## Memoria divisa e dibattito storiografico
Sulla figura di Riccardo Fedel e, più in generale, sulla prima Resistenza armata in Romagna, si è registrata, negli anni, quella che Claudio Pavone ha potuto definire una "frattura nella memoria". Bisogna attendere il 1981, ad esempio, perché Dino Mengozzi (per primo), arrivi a teorizzare esplicitamente addirittura l'esistenza di due successive e distinte Resistenze nella Romagna appenninica: una iniziata subito dopo l'8 settembre '43 e terminata coi grandi rastrellamenti d'aprile del '44; un'altra "ripartita" nel giugno/luglio del 1944 e terminata neanche 4 mesi dopo, nel novembre '44, con la liberazione di Forlì.
Sul personaggio di Riccardo Fedel è quindi ancora molto vivo il dibattito storiografico, soprattutto sulle motivazioni addotte per giustificare la sua uccisione. Nel 1948, in una lettera alla sorella di Riccardo Fedel, Ilario Tabarri riferì di una "sentenza di morte” che sarebbe stata emessa da un tribunale partigiano il 22 aprile 1944 nei confronti di Libero Riccardi, processato in contumacia per i reati di disobbedienza (reiterata), tentato furto (o tentata appropriazione indebita), tentata insubordinazione, comunicazione illecita col nemico. Sentenza poi eseguita, sempre secondo questa lettera, da un distaccamento della 29ª GAP. Sulla reale esistenza –prima ancora che sull'autenticità- di tale “sentenza” sono stati avanzati diversi dubbi: nello stesso rapporto Tabarri –redatto nell'agosto del 1944, infatti, non si fa menzione di alcuna “sentenza” ed anzi si lamenta l'assenza di una decisione in tal senso da parte del comando di pianura; inoltre, l'intestazione della presunta “sentenza” alla 8ª Brigata ne dimostrerebbe la falsità, in quanto la denominazione di "8ª" fu assunta dalla Brigata solo un mese più tardi, e cioè nel maggio del 1944. Tant'è che nemmeno nel libro del 1969 di Flamigni-Marzocchi si fa riferimento ad una “sentenza” registrando invece che Libero avrebbe disertato (peraltro nel libro di Flamigni-Marzocchi non si fa nemmeno menzione del fatto che Riccardo Fedel fosse stato ucciso).
Di certo v'è che alcuni partigiani (in particolare cinque: Guglielmo Marconi, Jader Miserocchi, Savio, Ilario Tabarri), dopo lo sbandamento della Brigata, mossero a Libero numerose critiche e accuse (in parte prima della sua morte, col “rapporto Savio” dell'aprile 1944, ma soprattutto dopo, col “rapporto Tabarri” del luglio 1944): una conduzione “attesista” della lotta partigiana; la tolleranza verso requisizioni arbitrarie; l'emissione di bandi e proclami senza autorizzazione del comando di pianura; il tentato furto di denaro da un lancio alleato; una gestione “autoritaria” degli uomini; una certa disattenzione verso il lavoro dei commissari politici; contatti col nemico e, in definitiva, la responsabilità politica e militare della sconfitta della Brigata nel rastrellamento d'aprile del 1944. Tali accuse furono considerate dalla prima storiografia (Flamigni-Marzocchi) senz'altro fondate. 
Ma già negli anni ottanta emersero i primi dubbi (Mengozzi, Bedeschi, Bonali), poi rafforzati negli ultimi anni dal saggio di Natale Graziani (cui diede rilievo mediatico Giampaolo Pansa, a dispetto dell'orientamento dei familiari di Libero, decisamente di sinistra) e dal lavoro di ricerca di Giorgio e Nicola Fedel (figlio e nipote di Libero oltre che storici “non professionisti”, come peraltro gli stessi Flamigni, Marzocchi e Graziani) che ha scoperto una serie di documenti inediti di fonte tedesca e britannica dai quali, si cerca di fare emergere una figura di Libero del tutto diversa da quella tramandata dal Rapporto Tabarri e dal libro di Flamigni e Marzocchi.
Oggi, la tesi che si contrappone a quella degli anni settanta (e sviluppa quella critica degli anni ottanta) i cui principali esponenti sono, oltre a Nicola e Giorgio Fedel (autore di una "Storia del Comandante Libero"), Natale Graziani, Dino Mengozzi, Ennio Bonali, Sergio Lolletti, Oscar Bandini e altri, sostiene non solo che le accuse a Libero fossero del tutto infondate e costruite a posteriori per giustificare (sempre a posteriori) un omicidio tenuto segreto per almeno 4 anni (dal 1944 al 1948, anno in cui Tabarri “rivendica” di averne ordinato la condanna), ma anche che l'operato di Libero dovrebbe essere riconosciuto come encomiabile.
Non manca, comunque, chi ancora oggi sostiene con forza la assoluta “bontà” e veridicità delle tesi degli anni settanta: la figlia di Ilario Tabarri, Bruna Tabarri; l'ex partigiano Jader Miserocchi; il Calendario del Popolo (con l'articolo del 2008) e, da ultimo, nel 2024, Maurizio Balestra.
Da un punto di vista puramente giuridico, c'è da notare che per nessuno dei reati militari citati nella lettera di Tabarri del 1948 (e ripresa poi dagli articoli del Calendario del Popolo e di Bruna Tabarri) sarebbe stata prevista la pena di morte (si veda Codice penale militare di guerra). Flamigni e Marzocchi, invece, nella loro ricostruzione, accusano Libero di diserzione che, se realizzata "al nemico" (art. 143 c.p.m.g.) o "in presenza del nemico" (art. 144 c.p.m.g.) avrebbe giustificato la pena di morte. Ma stando a quanto narrato dagli stessi Flamigni-Marzocchi, la diserzione di Libero sarebbe stata del tipo "fuori della presenza del nemico" (art. 146 c.p.m.g.), perché avvenuta, secondo gli autori di "Resistenza in Romagna", dopo i rastrellamenti: fattispecie, anche questa, non punibile con la morte.

### Versioni contrastanti
Secondo alcuni interpreti, le accuse mosse nei confronti di Libero da Tabarri (Pietro) sarebbero da considerarsi false e costruite a posteriori per giustificarne "la purga" (così ad es. Natale Graziani; Giampaolo Pansa ed altri ex partigiani della Brigata quali il comandante Umberto Fusaroli Casadei, scomparso nel 2007, o ancora -a suo tempo- Falco, Dinòla ed altri). Altre fonti (sito web dell'Istituto Storico della Resistenza ravennate o pubblicazioni dell'ISR forlivese), si limitano a registrare le divergenze al comando tra i due personaggi, sottolineando come il dibattito interno alla Resistenza su come portare avanti la lotta fosse, all'epoca, la normalità: dividendosi i pareri tra la necessità di una guerra "convenzionale" (cui si ispirava, forse, Libero) e la necessità di una guerra di guerriglia (cui si ispirava, stando alle sue parole, Pietro).
Altre interpretazioni ancora sostengono senz'altro la versione "colpevolista", considerando la versione di Tabarri (e di Marconi) sui fatti del tutto credibile ed anche suffragata nei fatti da testimoni e dalla lettura di quanto accaduto a Riccardo Fedel (Libero) negli anni venti.
Rispetto alla presunta collaborazione di Riccardo Fedel col Regime negli anni venti, inserendosi nel dibattito generato nel febbraio 2008 da "Il Calendario del Popolo", Mimmo Franzinelli (in un articolo apparso su Il Sole 24 Ore intitolato "Fedel, né eroe né traditore") l'ha definita "abborracciata" e "viziata (...) con provocazioni sgradite persino al capo della polizia Bocchini, che difatti riassegna Fedel al confino e lo mantiene nell'elenco dei sovversivi, in quanto 'giovane esaltato' (...) incapace di 'serio ravvedimento'".
Nel dibattito si è inserita direttamente anche la famiglia di Riccardo Fedel la quale, negando la veridicità della lettura fornita dal "Calendario", in risposta ad un articolo di Maria R. Calderoni su Liberazione che riprendeva -con intento anti-Pansa- quanto sostenuto dal Calendario del Popolo, ha ottenuto che la stessa Calderoni, il 24 aprile 2008, in un articolo dal titolo "Riccardo Fedel, una complessa, contraddittoria vicenda che ha bisogno di essere ancora indagata, forse" rendesse noto che "i (...) familiari (...), addolorati e offesi (...) hanno inviato (una lettera che) accompagna una voluminosa documentazione sulla innocenza del loro congiunto (...).
Nella loro lettera impugnano la validità della sentenza emanata da un tribunale partigiano, giudicata praticamente un falso, costruito ad hoc e in data posteriore; contestano gli elenchi dell'Ovra; sottolineano i due provvedimenti di confino subito dal congiunto in quanto 'pericoloso elemento comunista'; accusano il 'Calendario' di manipolazione. E vorrebbero che l'Anpi nazionale promuovesse la riapertura del crudele caso Fedel, approfondendo tutte le carte, nessuna esclusa (...)". La Calderoni chiude l'articolo affermando che "La contraddittoria vicenda di Riccardo ha bisogno di essere ancora indagata, forse.".

### Conclusioni
Al di là delle polemiche giornalistiche, di certo v'è che quel che viene da molti considerato "l'antagonista" di Riccardo Fedel - Ilario Tabarri - nell'immediatezza degli eventi (tra la fine di aprile e i primi di luglio del 1944) ebbe l'opportunità di muovere a Libero (prima tramite Savio e poi nel suo "rapporto generale") accuse e critiche molto gravi, quando verosimilmente Libero era già stato ucciso. Il "rapporto generale" di Tabarri - nel quale, nonostante la data di redazione (7 luglio 1944), nulla si dice della condanna o uccisione di Riccardo Fedel - è rimasto a lungo l'unica fonte sulla cui base è stata ricostruita la storia di Libero. Infatti, solo pochi altri documenti dell'attività della 8ª Brigata Garibaldi Romagna sono sopravvissuti al rastrellamento dell'aprile 1944, forse perché distrutti da Tabarri stesso dato che fu proprio Tabarri a curare, nel dopoguerra, l'archiviazione dei documenti della Brigata depositati all'Istituto Storico Provinciale della Resistenza di Forlì.
Tale lacuna non aveva, finora, consentito di giudicare l'operato di Libero al comando della Brigata alla luce di fonti "neutrali". Oggi però, sulla base di quanto sta emergendo dalle fonti d'archivio tedesche, britanniche e fasciste dell'epoca - finalmente consultabili e rese pubbliche dalle ricerche di Giorgio e Nicola Fedel- si può, fare luce su diverse circostanze, prima non del tutto chiarite. 
Già nel 1984, Lorenzo Bedeschi notava come -in certa memorialistica- si tendesse a far iniziare "la 'vera storia' della resistenza [...] con la defenestrazione di Libero" ignorando "tutto quanto s'era compiuto in vari modi nei cinque mesi precedenti dai partigiani operanti in queste colline appenniniche [...]; [disattendendo] le varie espressioni d'antifascismo nel frattempo sviluppatesi non solo fra i ribelli di Libero ma anche nel movimento dell'Uli e di altri orientamenti riflettenti altrettante radici ideologiche e politiche -dai repubblicani ai cattolici- mai spente nel Forlivese.
È ben vero che i primi rastrellamenti tedeschi [...] nonché gli orientamenti internazionali facevano ormai pendere la bilancia verso l'interventismo guerreggiato, ma non per questo sotto il profilo storico appare legittimo addossare a Libero tutti gli errori, le incertezze e perfino i lutti causati dal devastante rastrellamento nazifascista sull'Appennino centrale [...] mentre inspiegabilmente non pare attribuirsi un adeguato rilievo ad azioni compiute [...] prima dell'investimento di Tabarri, quali l'occupazione del Corniolo sulla strada per la Campigna o il disarmo dei militi della caserma di Galeata. Donde il sospetto [...] di una certa unilateralità". Tra le "problematiche ormai apertamente dibattute nelle sedi scientifiche" Bedeschi indica oltre "la incerta fine di Libero (...), il significato e il valore della sua opera di primo comandante dei ribelli in questa zona dell'Appennino se si pensa che la struttura fondamentale della futura 8ª brigata coi suoi quadri militari migliori risulta essere la stessa costituita a suo tempo [da Libero]." 
Sempre a proposito di Libero, Dino Mengozzi afferma che "si è forse eccessivamente insistito, nel passato, su incapacità e deficienze del comandante di quella prima formazione per spiegare la disgregazione delle forze partigiane verificatasi in aprile. Pare più accettabile (...) l'ipotesi che vada messo l'accento sull'importanza delle retrovie romagnole per il Comando tedesco. Con tutta probabilità, a ciò si deve la notevole mobilitazione di uomini e mezzi militari per tenerle sgombre". 
Il dibattito e la ricerca storica sul personaggio e la sua vicenda (anche pre-resistenziale) stanno comunque, tuttora, proseguendo e la sua figura appare, in un certo senso, paradigmatica di tutto un periodo storico.

### Raccolte documentali e cataloghi
- Istituto Storico della Resistenza di Ravenna, Il Movimento di Liberazione a Ravenna. Catalogo N.2: 1943/1945. Dattiloscritti e manoscritti, a cura di Luciano Casali, Ravegnana, Ravenna, 1965, p. 339.
- Istituto Nazionale per la Storia del Movimento di Liberazione in Italia - Istituto Gramsci, Le Brigate Garibaldi nella Resistenza. Documenti, 3 voll., Feltrinelli, Milano, 1979.
- Istituto Storico Provinciale della Resistenza - Forlì, L'8.a Brigata Garibaldi nella Resistenza - 2 voll., a cura di Dino Mengozzi, La Pietra, Milano, 1981.
- Nicola Fedel - Rita Piccoli, Appendice documentale in Edizione critica del Rapporto Tabarri, con prefazione di Marcello Flores, Fondazione Comandante Libero, Milano, 2014.

### Memoriali
- Secondo Tartagni, La lotta partigiana nella vallata del Bidente. Alcuni episodi realmente accaduti raccontati da Secondo Tartagni (Dino), s.n. ma «edizione numerata e firmata dall'autore», s.l. ma Forlì, s.d. ma 1975
- Graziano Zappi «Mirco», La rossa primavera. Esperienze di lotta partigiana sulla Faggiola, sul Falterona e nella Bassa Imolese, s.n. ma Grafiche Galeati per conto della Libreria Beriozka, s.l. ma Imola-Bologna, s.d. ma 1985
- Arrigo Boldrini, Diario di Bulow, Milano, Vangelista, 1985
- Guglielmo Marconi («Paolo»), Vita e ricordi sull'8.a brigata romagnola, con note critiche di Dino Mengozzi e introduzione di Lorenzo Bedeschi, Maggioli, Rimini, 1985
- Giorgio Bazzocchi, Ricordi (1943-1945), a cura di Vladimiro Flamigni, Il Ponte Vecchio, Cesena, 2007
- Aldo Lotti (Dinola), Di monte in monte. Dall'Albania a Strabatenza, s.n., Santa Sofia, 2008
- Sergej Sorokin, La stella Garibaldi. Memorie di un partigiano sovietico in Romagna (1943-1945), a cura di Nicola Fedel, Fondazione Comandante Libero, Milano, 2013

### Saggi
- Sergio Flamigni-Luciano Marzocchi, Resistenza in Romagna, La Pietra, Milano, 1969.
- Ennio Bonali-Dino Mengozzi (a cura di), La Romagna e i generali inglesi, FrancoAngeli, Milano, 1982.
- Claudio Pavone, Una guerra civile, Bollati Boringhieri, Torino, 1991-1994.
- Richard Lamb, War in Italy 1943-1945, A Brutal Story, Saint Martin's Press, London, 1994.
- Luciano Foglietta-Boris Lotti, Tra "Bande" e "Bandi", Guerra sulla "Linea Gotica", Cooperativa Culturale Reduci Combattenti e Partigiani di Santa Sofia, Cesena, 1995.
- Luigi Martini, Le Ville Unite e il Distaccamento Settimio Garavini, Girasole, Ravenna, 1995, p. 55 e s.
- Cesare De Simone, Gli anni di Bulow, Mursia, Milano, 1996.
- Mimmo Franzinelli, I tentacoli dell'Ovra, Bollati Boringhieri, Torino, 1999-2000.
- Mauro Galleni, Ciao, russi, Marsilio, Padova, 2001, p. 93 e ss.
- Maurizio Balestra, L'8.a Brigata Garibaldi «Romagna», in "Studi Romagnoli", LIII, Società di Studi Romagnoli, Stilgraf, Cesena, 2002
- Antonio Mambelli, Diario degli avvenimenti in Forlì e Romagna dal 1939 al 1945, a cura di Dino Mengozzi, 2 voll., Lacaita, Manduria-Bari-Roma, 2003
- Mauro Canali, Le spie del regime, Il Mulino, Bologna, 2004. p. 163 e p. 562
- Gianni Giadresco, Guerra in Romagna 1943-1945, Il Monogramma, Milano, 2004.
- Natale Graziani, Il comandante Libero Riccardi capo della Resistenza armata nella Romagna appenninica, in "Studi Romagnoli", LV, Società di Studi Romagnoli, Stilgraf, Cesena, 2004, p. 243 e ss.
- Tommaso Piffer, Il banchiere della Resistenza. Alfredo Pizzoni, il protagonista cancellato della guerra di liberazione, Mondadori, Milano, 2005.
- Giampaolo Pansa, I gendarmi della memoria, Sperling & Kupfer, Milano, 2007, p. 429 e ss.
- Natale Graziani, La Resistenza armata nell'Appennino forlivese e cesenate dal Rapporto segreto dei generali inglesi di Brigata J.F.B. Combe e E.J. Todhunter, in "Studi Romagnoli", LX, Società di Studi Romagnoli, Stilgraf, Cesena, 2009, p. 1 e ss.
- Natale Graziani, La prima Resistenza armata in Romagna. Autunno 1943-primavera 1944, Fondazione Comandante Libero, Milano, 2010, ISBN 978-88-906018-0-4
- Roberta Mira-Simona Salustri, Partigiani, popolazione e guerra sull'Appennino. L'8ª brigata Garibaldi Romagna, Il Ponte Vecchio, Cesena, 2011
- Nicola Fedel - Rita Piccoli, Saggio introduttivo all'edizione critica del Rapporto Tabarri, Fondazione Comandante Libero, Milano, 2013, ISBN 978-88-906018-1-1 (e-book )
- Ennio Bonali - Oscar Bandini - Leonardo Lombardi, Popolazioni, prigionieri, alleati in fuga, movimento partigiano in Romagna, settembre 1943-aprile 1944 in "Studi Romagnoli", LXIII (2012), Società di Studi Romagnoli, Stilgraf, Cesena, 2013.
- Giorgio Fedel, Storia del Comandante Libero. Vita, uccisione e damnatio memoriae del fondatore della Brigata partigiana romagnola, Fondazione Comandante Libero, Milano, 2013, ISBN 978-88-906018-2-8 ().
- Giampaolo Pansa, Bella ciao. Controstoria della Resistenza, Rizzoli, Milano, 2014, pp. 207–217.
- Giorgio Fedel, La prima Resistenza armata in Italia alla luce delle fonti britanniche e tedesche, con prefazione di Antonio Varsori, Fondazione Comandante Libero, Milano, 2014, ISBN 978-88-906018-7-3
- Luca Madrignani, Il caso Facio, Il Mulino, Bologna, 2014, pp. 113–116.
- Luigi Lotti (a cura di), La guerra in Romagna (1943-1945), Quaderni degli Studi Romagnoli n. 29, Stilgraf, Cesena, 2014.
- Nicola Fedel - Rita Piccoli, Edizione critica del Rapporto Tabarri, con prefazione di Marcello Flores, Fondazione Comandante Libero, Milano, 2014, ISBN 978-88-906018-5-9.
- Pietro Albonetti, Dentro la Resistenza in Id. - Matteo Banzola et al., L'eredità della guerra. Fonti e interpretazioni per una storia della provincia di Ravenna negli anni 1940-1948, Longo, Ravenna, 2015, pp. 85–176.
- Oscar Bandini - Ennio Bonali - Ugo Fossa (a cura di), Camaldoli e la guerra in Appennino. Popolazioni, Alleati e Resistenza sulla Linea Gotica (1943-1945). Giornata di studi nel 70° della Liberazione. Monastero di Camaldoli, Una Città, Forlì, 2015.
- Paolo Mieli, I conti con la storia. Per capire il nostro tempo, Rizzoli, Milano, 2015.
- Nicola Fedel, Note del Curatore in Camillo Berneri, Lo spionaggio fascista all'estero, a cura di Nicola Fedel, con prefazione di Mimmo Franzinelli, Fondazione Comandante Libero, Milano, 2016, ISBN 978-88-906018-9-7 (Edizione originale ESIL, Marseille, 1929, n. 11), p. XXVI e s.
- Mirco Carrattieri - Marcello Flores (a cura di), La Resistenza in Italia. Storia, memoria, storiografia, goWare, Firenze, 2018, ISBN 978-88-6797-956-1, pp. 11, 156-158.
- Mirco Dondi, Il conflitto interno al movimento di Resistenza in Mirco Carrattieri - Marcello Flores (a cura di), La Resistenza in Italia cit., pp. 142–167.
- Marcello Flores - Mimmo Franzinelli, Storia della Resistenza, Laterza, Bari, 2019, pp. 273, 436, 452-459 (Le tante versioni su Libero), 638-639.
- Paolo Mieli, La terapia dell'oblio, Rizzoli, Milano, 2020
- Mario Miti, E Orso non parlò. Antonio Carini, una storia ancora da raccontare, Mario Miti, Monticelli d'Ongina, 2020.
- Daniele Susini, Vittime e carnefici. Le stragi nazifasciste lungo la Linea Gotica orientale, Donzelli, Roma, 2024.
- Gabriele Ranzato, Eroi pericolosi. La lotta armata dei comunisti nella Resistenza, Laterza, Bari, 2024.
- Maurizio Balestra, Riccardo Fedel "Libero". Comandante della Brigata Partigiana Romagnola, Il Ponte Vecchio, Cesena, 2024.

### Rassegne, Dizionari, Enciclopedie
- Enciclopedia dell'antifascismo e della Resistenza. Volume V, R-S, diretta da Enzo Nizza, La Pietra – Walk Over, Milano – Bergamo, 1987, p. 240 e ss.
- Associazione Nazionale Perseguitati Politici Antifascisti, Antifascisti nel casellario politico centrale. Quaderno n. 8 (Fabbi – Fuzzi), a cura di Simonetta Carolini et al., coordinate da Adriano Del Pont, Quaderni dell'ANPPIA, Roma, 1992.

### Tesi di Laurea
- Giorgio Fedel, Storia di Libero: Libero Riccardi (Riccardo Fedel) fondatore e primo Comandante della Brigata Partigiana Romagnola "Giuseppe Garibaldi" ucciso nella tarda primavera del 1944 da partigiani, Tesi di Laurea, Rel. Santo Peli, Facoltà di Scienze Politiche dell'Università degli Studi di Padova, a.a. 2007-2008, 2 voll.
- Manuel Zani, Storia dell'VIIIa brigata Garibaldi "Romagna". Dall'8 settembre allo scioglimento della formazione, Tesi di Laurea, Rel. Mirco Dondi, Facoltà di Lettere e Filosofia dell'Università degli Studi di Bologna, a.a. 2007-2008.
- Giorgio Fedel, La prima Resistenza armata nell'Italia centrale occupata dai tedeschi 1943-1944 alla luce delle fonti d'archivio britanniche e tedesche, Tesi di Laurea Magistrale, Rel. Antonio Varsori, Facoltà di Scienze Politiche dell'Università degli Studi di Padova, a.a. 2010-2011.

### Convegni
- ISTITUTO STORICO PARRI EMILIA-ROMAGNA, Un passaggio di fase della Resistenza. La dialettica e i conflitti della primavera 1944. La contraddittorietà dei documenti attraverso la vicenda del Comandante Libero in Romagna nelle ricerche di Giorgio e Nicola Fedel, Bologna, 17 aprile 2009
- CENTRO STUDI ETTORE LUCCINI – ISTITUTO PER LA STORIA DELLA RESISTENZA E DELL'ETÀ CONTEMPORANEA DELLA MARCA TREVIGIANA – ISTITUTO VENEZIANO PER LA STORIA DELLA RESISTENZA E DELLA SOCIETÀ CONTEMPORANEA, Il caso Libero: Riccardo Fedel l'antifascista veneto fondatore e primo comandante della Brigata Garibaldi “Romagna” ucciso da altri partigiani nel giugno 1944. Relazioni introduttive di Nicola e Giorgio Fedel, Padova, 20 novembre 2009
- ISTITUTO STORICO DELLA RESISTENZA E DELL'ETÀ CONTEMPORANEA IN RAVENNA E PROVINCIA – ISTITUTO PER LA STORIA DELLA RESISTENZA E DELL'ETÀ CONTEMPORANEA DELLA PROVINCIA DI FORLÌ-CESENA – ISTITUTO PER LA STORIA DELLA RESISTENZA E DELL'ITALIA CONTEMPORANEA DELLA PROVINCIA DI RIMINI, Discussione circa le nuove fonti della Resistenza romagnola e il caso Libero reperite da Giorgio e Nicola Fedel. Incontro con Giorgio e Nicola Fedel, Ravenna, 2009-2010 (Convegno annullato per due volte consecutive: il 17 dicembre 2009 e il 13 settembre 2010)
- ISTITUTO STORICO PARRI EMILIA-ROMAGNA, Il caso Libero. Nuove fonti, nuove ricostruzioni e difficoltà emerse dalla ricerca. Incontro con Giorgio e Nicola Fedel, Bologna, 9 novembre 2010
- MONASTERO DI CAMALDOLI – ISTITUTO NAZIONALE PER LA STORIA DEL MOVIMENTO DI LIBERAZIONE IN ITALIA – SOCIETÀ DI STUDI ROMAGNOLI – FONDAZIONE ALFRED LEWIN, Camaldoli e la guerra in Appennino. Popolazioni, alleati e Resistenza sulla "linea gotica" (1943-1944), Camaldoli, 15 novembre 2014
- MUSEO AUDIOVISIVO DELLA RESISTENZA DELLE PROVINCE DI MASSA-CARRARA E LA SPEZIA, Il caso "Facio" alla luce delle ricerche recenti", Intervento di Luca Alessandrini (direttore dell'Istituto Parri di Bologna), Tra reticenze e diffidenze. La difficile ricerca sul caso Fedel, Sarzana, 28 marzo 2015
- COMUNE DI FORLÌ – FONDAZIONE ROBERTO RUFFILLI – FONDAZIONE ALFRED LEWIN, La Resistenza civile, Interventi di: Ennio Bonali, La lotta antifascista in Forlì nei rapporti dell'Intelligence Service; Oscar Bandini, Il ruolo delle popolazioni romagnole nel salvataggio dei prigionieri alleati, Forlì, 11 aprile 2015
- ISTITUTO NAZIONALE PER LA STORIA DEL MOVIMENTO DI LIBERAZIONE IN ITALIA – ISTITUTO PER LA STORIA E LE MEMORIE DEL NOVECENTO PARRI EMILIA-ROMAGNA – FONDAZIONE RICCARDO FEDEL-COMANDANTE LIBERO, Il Comandante Libero e la Resistenza in Romagna: una discussione storiografica e documentaria, Bologna, 1º aprile 2016

### Articoli di Stampa
- Q.C., "Il partigiano Libero un comunista scomodo", in Avvenire, anno XXV, del 1/2/1992, p. 13
- Aldo Viroli, "Che fine ha fatto Riccardo Fedel?", in La Voce di Romagna, edizione di Rimini, del 12/1/2004;
- Aldo Viroli, "Libero non era una spia", in La Voce di Romagna, edizione di Rimini, del 10/5/2004;
- Davide Spagnoli, "Pansa riabilita il 'partigiano' spia dei fascisti", in Il Calendario del Popolo, n. 727, anno 64º, Febbraio 2008, p. 4 e ss.
- Maria R. Calderoni, "La tremenda storia di Riccardo Fedel", in Liberazione, anno XVIII, n. 55 del 5/3/2008, p. 13
- Mimmo Franzinelli, "Fedel, né eroe né traditore", in Il Sole 24 Ore, anno 144º, n. 88 del 30/3/2008, p. 42  Archiviato il 2 aprile 2016 in Internet Archive.
- E.M.(Enrico Mannucci), "Polemiche Storiche: Quante interpretazioni per Fedel", in Corriere della Sera Magazine n. 15 del 10/4/2008, p. 38
- Maria R. Calderoni, "Riccardo Fedel, una complessa contraddittoria vicenda che ha bisogno di essere ancora indagata, forse", in Liberazione, anno XVIII, n. 98 del 24/4/2008, p. 23
- Giorgio Fedel-Nicola Fedel-Alberto Fedel, "La fama di Fedel", in Il Sole 24 Ore, anno 144º, n. 129 dell'11/5/2008, p. 40
- Bruna Tabarri, "Il comandante Pietro Mauri e l'8ª Brigata Garibaldi", in Patria Indipendente, anno LVII, n. 8 del 21/9/2008, p. 33 e ss.[collegamento interrotto]
- Giorgio Fedel-Nicola Fedel, "Una precisazione e un racconto sul Comandante Riccardo Fedel", in Patria Indipendente, anno LVII, n. 9 del 26 ottobre 2008, p. 41 e s. Archiviato il 26 gennaio 2022 in Internet Archive.
- Nicola Fedel, "L'uccisione del Comandante Libero", in Lettera ai Compagni, anno XXXVIII, n. 6 del 2009, p. 39 e ss.
- Luciano Foglietta, "Il figlio del capo partigiano eliminato denuncia il silenzio che dura da 65 anni: «Chi nasconde la verità su mio padre Libero?»", in Il Resto del Carlino Forlì, del 13 novembre 2009, p. 17
- Oscar Bandini, "Il rapporto dei generali inglesi: «È un ottimo comandante»", in Il Resto del Carlino Forlì, del 13 novembre 2009, p. 17
- Oscar Bandini-Luciano Foglietta, "Tavolicci, le rivelazioni di Ennio Bonali: «Così vennero censurate le mie ricerche su Libero»", in Il Resto del Carlino Forlì, del 29 gennaio 2010, p. 13
- Antonio Frigo, "25 aprile: una pagina oscura «La verità su mio padre Libero: un eroe», in La Tribuna di Treviso, del 25 aprile 2010, p. 2 ; Il Mattino di Padova, del 25 aprile 2010, p. 56; La Nuova Venezia, del 25 aprile 2010, p. 42
- Antonio Frigo, "Infamato e ucciso: fu complotto", in La Tribuna di Treviso, del 25 aprile 2010, p. 3 ; Il Mattino di Padova, del 25 aprile 2010, p. 57; La Nuova Venezia, del 25 aprile 2010, p. 43
- Massimo Tesei, "Il Comandante Libero, intervista a Natale Graziani", in Una città, anno XX, n. 174 del maggio 2010, p. 32 e ss.
- Ennio Bonali, "L'onore a Riccardo Fedel", in Una città, anno XX, n. 174 del maggio 2010, p. 35
- Oscar Bandini, "Riabilitate Libero, eroe rosso ucciso dai rossi", Il Resto del Carlino Forlì, del 3 maggio 2012, pp. 4–5;
- Oscar Bandini, "Balzani: presto un convegno sul vero Libero" - "La 'guerra di Romagna': che epico intrigo" - intervista a Roberto Balzani, sindaco di Forlì, Il Resto del Carlino Forlì, del 19 maggio 2012, prima pagina nazionale e pp. 4–5 di Forlì;
- Aldo Viroli, "Libero e i generali inglesi", in La Voce di Romagna del 26 maggio 2012, p. 34;
- Oscar Bandini, "Repubblica partigiana. Corniolo, quasi 70 anni fa si governava dal basso. Fu la prima esperienza di 'territorio libero'", Il Resto del Carlino di Forlì, del 2 febbraio 2013, p. 14;
- Paolo Mieli, "Arpinati silurato dal Duce e poi ucciso dai partigiani. Il Ras dimenticato, sospetto ai fascisti e agli antifascisti", Corriere della Sera, del 25 giugno 2013, pp. 38–39;
- Oscar Bandini, "Quando sull'Appennino c'erano Falco e Libero. Pubblicati in un ebook dati innovativi sulla nascita della Resistenza forlivese", Il Resto del Carlino di Forlì, del 16 luglio 2013, p. 10.
- Rodolfo Galeotti, "Il Corridoio umanitario. Intervista a Ennio Bonali e Oscar Bandini", in Questa Città, anno III, n. 12 di gennaio-febbraio 2013
- Rodolfo Galeotti-Sara Baldissera, "La fine dell'Ottava. Forum tra Oscar Bandini, Ennio Bonali e Rodolfo Galeotti", in Questa Città, anno III, n. 13 del marzo 2013, pp. 18–21.
- Oscar Bandini, "L'incontro che fa storia. Settant'anni dopo. Abbraccio tra i figli del comandante partigiano Libero e del generale inglese Todhunter", Il Resto del Carlino di Forlì, dell'8 settembre 2013, p. 15
- Gianpaolo Pansa, "Senza Berlusconi, il 25 aprile è più vuoto (e senza verità)", Libero (quotidiano) del 27 aprile 2014
- Jean Mornero, "Il Comandante Libero e i misteri sulla sua morte. Un libro sulla Resistenza fornisce una nuova lettura di alcuni oscuri episodi", «L'Antifascista. Mensile dell'ANPPIA Associazione Nazionale Perseguitati Politici Antifascisti Italiani», anno LXI, n. 9-10, Settembre-Ottobre 2014, p. 23
- Michael Todhunter, Senza dubbio gli anni della guerra!, in Una città, anno XXIV, n. 217 del novembre 2014
- Paolo Mieli, La Resistenza senza tabù. I conflitti tra le formazioni partigiane sono rimasti nell'ombra troppo a lungo. Marcello Flores e Mimmo Franzinelli hanno ricostruito le vicende della lotta di Liberazione in un volume edito da Laterza. Un grande moto di popolo contro l'oppressione che presenta però aspetti oscuri su cui non si può tacere, in Corriere della Sera, del 26 novembre 2019, pp. 36–37

### Servizi televisivi e radiofonici
- Raffaella di Rosa, Il comandante Libero, partigiano dimenticato da tutti, Tg La7, Edizione delle 20:00 del 25 aprile 2014
- Belle Storie, Donne e uomini della Resistenza, 25 aprile 1945-25 aprile 2020 - Marcello Flores racconta la vita di Riccardo Fedel. RAI Radio 3 - RaiPlay Radio

### Romanzi
- Silvia Di Natale, L'ombra del cerro, Milano, Feltrinelli, 2005
- Antonio Pennacchi, Canale Mussolini. Parte seconda, Mondadori, Milano, 2015, pp. 214–216, 220-221